# Dècada del 520 aC

## Naixements
- 526 aC - Wu Zixu, polític xinès. (Mort en el 484 aC)
- 526 aC / 525 aC - Èsquil, escriptor tràgic grec. (Mort en el 456 aC)
- 525 aC / 514 aC - Temístocles, polític grec. (Mort entre els anys 464 aC i 449 aC)
- 522 aC / 518 aC - Píndar, poeta grec. (Mort entre els anys 445 aC i 438 aC)
- 520 aC - Pànini, gramàtic hindú. (Mort el 460 aC)

## Necrològiques
- Juny del 529 aC - Cir II el Gran, rei de l'Imperi Persa. (Nascut entre els anys 590 aC i 576 aC)
- 527 - Mahavira, iniciador del Jainisme. (Neix el 599 aC) (Altres fonts diuen que va viure entre 549 aC i el 477 aC, 50 anys més tard)
- 524 aC - Anaxímenes, filòsof grec. (Neix el 585 aC)
- 522 aC / 521 aC - Cambises II, rei de Pèrsia.
- octubre del 521 aC - Smerdis, rei de Pèrsia.